# Parc nacional

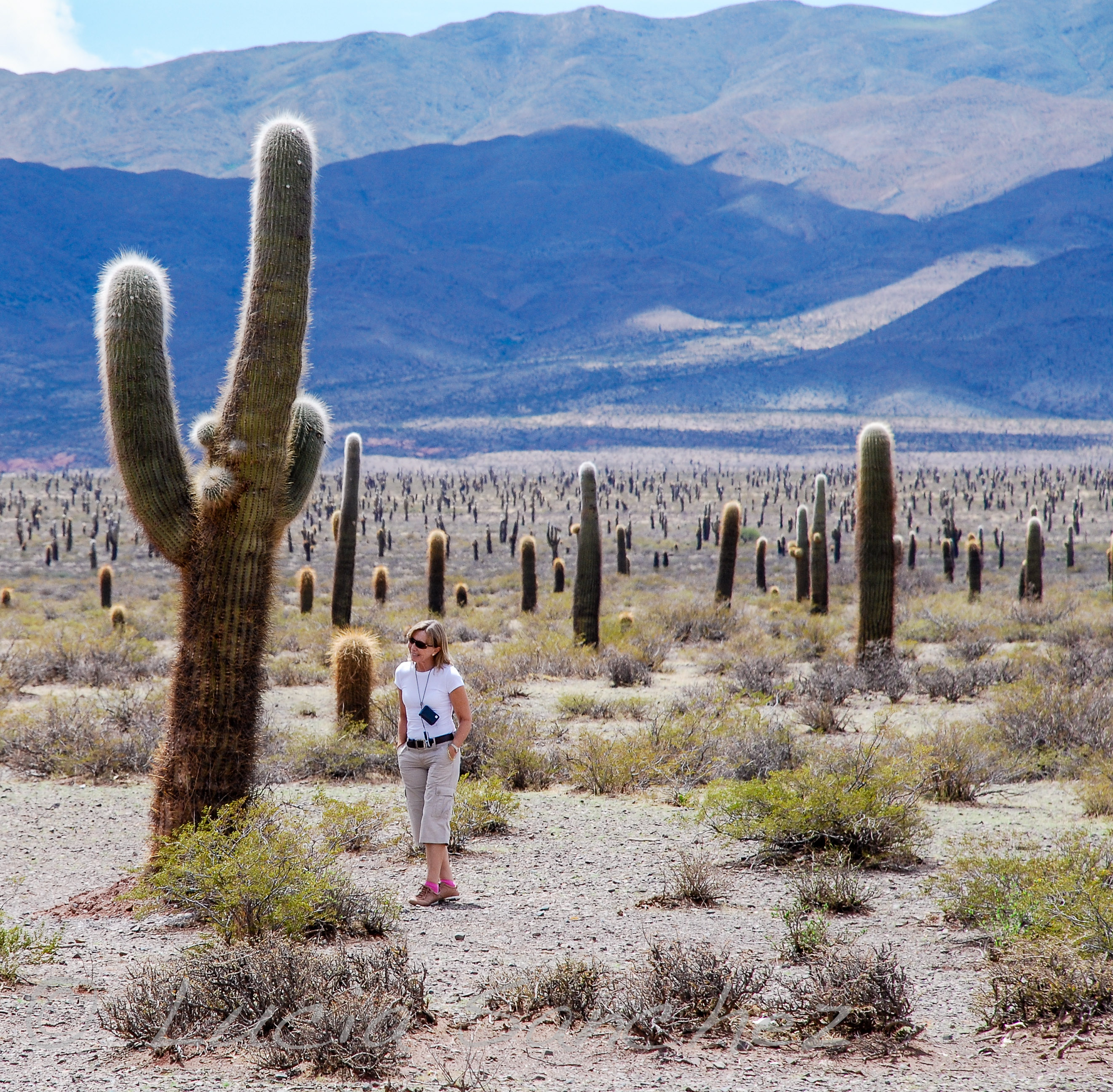
Parc Nacional Los Cardones, Argentina

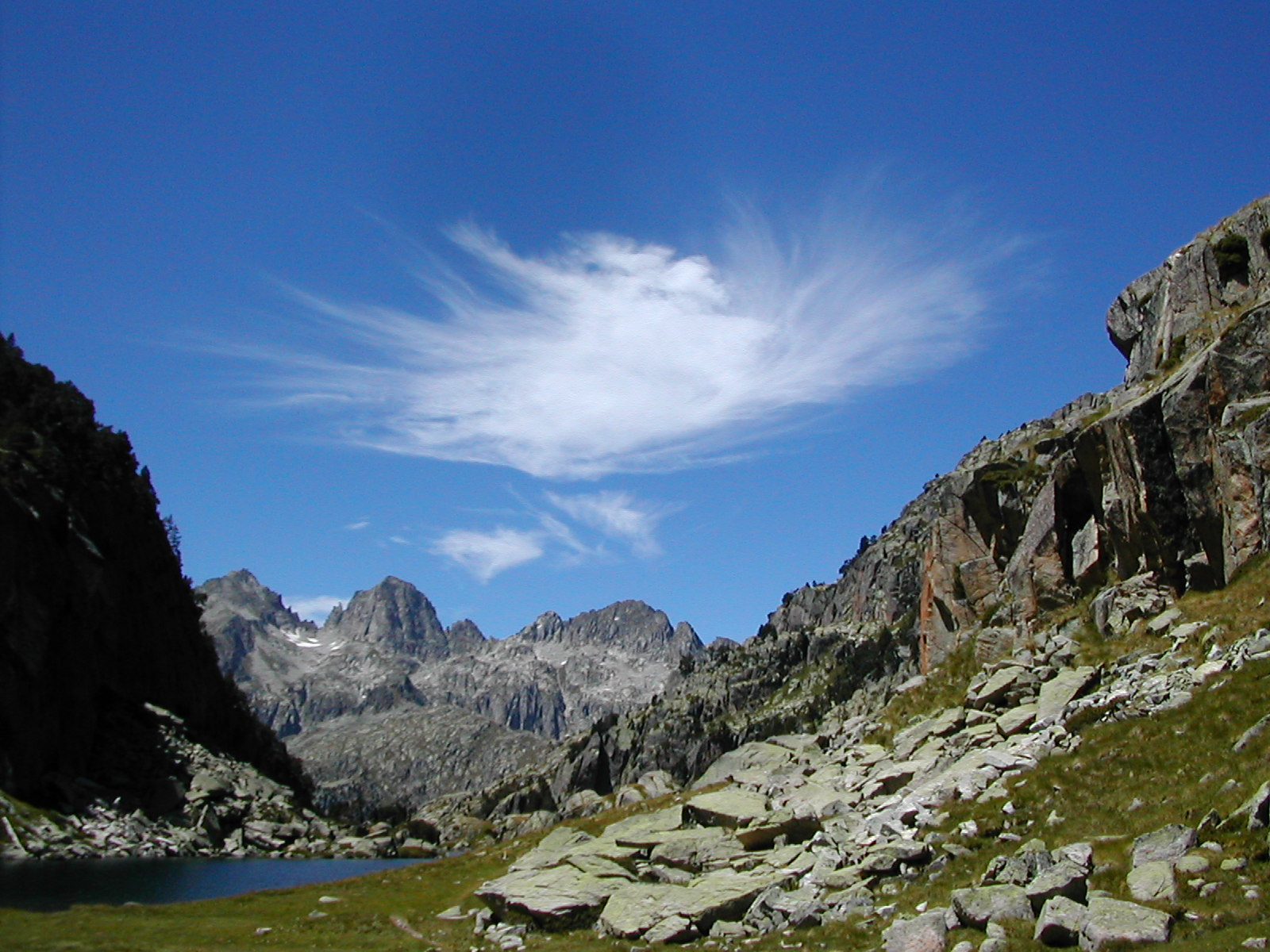
La vall de Colieto, al Parc Nacional d'Aigüestortes i Estany de Sant Maurici

Un parc nacional és un espai natural protegit per llei de la contaminació i desenvolupament humà. Els parcs nacionals estan inclosos a la categoria II d'àrees protegides de la Unió Internacional per a la Conservació de la Natura.
El primer indret de tot el món que va rebre la denominació de parc nacional va ser Yellowstone, als Estats Units, el 1872. El parc nacional més gran del món és el Parc Nacional del Nord-est de Groenlàndia, establert el 22 de maig de 1974 i que compta amb 972.000 quilòmetres quadrats.
A Catalunya, els parcs nacionals es defineixen com a espais naturals d'extensió relativament gran, no modificats essencialment per l'acció humana, i amb interès científic, paisatgístic i educatiu. No s'hi permeten activitats d'explotació dels recursos naturals, ni d'alteració del paisatge, i la finalitat de la declaració per llei és preservar-los de totes les intervencions que poden alterar la fisonomia, la integritat i l'evolució dels sistemes naturals.
Actualment, els únics parcs nacionals als Països Catalans són el d'Aigüestortes i Estany de Sant Maurici i el de l'Arxipèlag de Cabrera.